# 石森大誠
石森 大誠（いしもり たいせい、1997年12月3日 - ）は、石川県羽咋郡宝達志水町出身の元プロ野球選手（投手）。左投左打。

## 経歴

### プロ入り前
宝達志水町立相見小学校2年生の時に軟式野球を始めると、4年生から投手を務め、宝達志水町立押水中学校（現：宝達志水町立宝達中学校）でも軟式野球部で投手を務めた。
遊学館高等学校に進学し、投手と外野手を兼任した。3年夏は背番号10でベンチ入りし、同学年の小孫竜二とともに第97回全国高等学校野球選手権大会に出場。村上宗隆擁する九州学院との初戦（2回戦）では登板がなくチームは勝利。小笠原慎之介、吉田凌、豊田寛擁する東海大相模との3回戦では大量リードを許した8回途中から救援登板したが、チームは敗れた。1学年下に保科広一がいた。
東北公益文科大学に進学し、1年春からベンチ入り。2年春には外野手として南東北大学野球春季1部リーグ戦ベストナインに選出された。3年時から投手と野手を兼任。4年時には主将を務め、エースとして春には優秀選手賞選出、秋はリーグ優勝に貢献した。プロ志望届を提出したが、2019年のドラフト会議では指名がなかった。
卒業後は熊本ゴールデンラークスに入団。1年目から公式戦に登板し、Honda熊本の補強選手として都市対抗野球大会に出場したが、登板はなかった。

### KAL・熊本時代
その後、熊本ゴールデンラークスを母体とする九州アジアリーグの火の国サラマンダーズに入団。同球団のピッチングGMを務める馬原孝浩から指導を受け、フォークを習得した。主に救援登板し、2021年5月に行われた福岡ソフトバンクホークス三軍との練習試合では自己最速を更新する155km/hを記録した。この年は19セーブを挙げて、リーグの最多セーブのタイトルを獲得し、リーグ初年度のMVP（最優秀選手）にも選出された。
10月11日のNPBドラフト会議で、中日ドラゴンズから3巡目で指名を受けた。九州アジアリーグから初めての指名であると共に、この年のドラフトでは独立リーグから支配下に指名された唯一の選手となった。11月24日に、契約金5000万、年俸1000万円で契約した（金額は推定）。背番号は26。

### 中日時代
2022年の春季キャンプは一軍メンバーに入る。3月13日のオリックス・バファローズとの試合でオープン戦初登板。8回から投げ、3四死球で無死満塁のピンチを招くも、1イニングを無安打無失点で抑え込んだ。即戦力と期待されながらも開幕は二軍で迎え、ウエスタン・リーグ公式戦17試合の登板で防御率6.33と、成績は芳しくないものであった。さらには上半身のコンディション不良（左肘痛）が発生し、6月中旬から公式戦に出場せずにリハビリ生活を送った。また、6月11日、9月2日の2度、新型コロナウイルス陽性判定を受けた。11月4日、屋内練習場で離脱後初となるブルペン投球を行った。11月15日、100万円減となる推定年俸900万円で契約を更改した。
2023年の春季キャンプは二軍スタートとなる。この年も一軍登板は果たせず、独立リーグや三軍相手には自身で納得のいく投球ができているものの、二軍戦では先頭打者に四球を与えてしまうような登板を繰り返した。最終的にウエスタン・リーグ公式戦22試合の登板で与四球33、防御率10.53と、前年を下回る成績に終わった。シーズン終了後はみやざきフェニックス・リーグに参加し、ここでは7試合に登板して、計8回を被安打6、奪三振7、2失点（自責点1）で、与四球は2と、課題の制球が改善傾向に思える投球を見せた。11月19日に臨んだ契約更改交渉では120万円減となる推定年俸780万円で契約を更改し、「翌年が最後の年、勝負の年と考えて頑張ってほしい」と告げられたことを会見の場で明かした。
2024年も春季キャンプは二軍スタートとなる。ウエスタン・リーグ公式戦26試合の登板で与四球25、防御率4.15の成績で、8月9日の対阪神戦では、先発登板で7回途中にヨハン・ミエセスに2点本塁打を打たれるまで無安打無失点の好投を見せ、公式戦初勝利を挙げた（シーズンを通じてはこの1勝のみ）。しかし、3年連続で一軍昇格の機会は得られなかった。シーズン終了後はフェニックス・リーグに参加していたが、10月29日、球団から翌年の契約を結ばないことを通告された。「正直のところ、ドラゴンズでもっと野球をしたかった。1軍で一度も登録されなかったことが悔い。」とコメントした。

### 現役引退後
現役引退後は中日に残って球団職員となり、広報を担当。

## 選手としての特徴
左腕から最速155km/hの直球を投げる。火の国サラマンダーズで指導をした馬原孝浩はこの直球を「打者の手元でホップする、回転数もある、誰もまねできない直球」と評する。変化球は130km/h台後半のツーシーム、カットボール、130km/h台半ばのフォークを投げる。中日ドラゴンズの担当スカウトである三瀬幸司は「ボールが速くて、変化球もいい。空振りが取れるのが持ち味」と石森を称した。
NPB入り後は制球力不足が露呈し、1年目はウエスタン・リーグでの登板で21回1/3の投球回に対して、与四球20を記録。二軍投手コーチの小笠原孝は「悪いときは体が横振りになる」とフォームの乱れを指摘する。制球力改善のため、2年目は投球時のテイクバックを小さくしたショートアームに取り組み、春季キャンプ時には手応えをつかむも、疲れが出てからは手投げになってしまうことから、元のフォームに戻した。結果、同年も制球力は改善せず、19回2/3の投球回に対して、与四球33、与死球3、暴投11を記録した。
目標としていた投手は則本昂大。

## 人物
火の国サラマンダーズ時代は後輩の捕手・深草駿哉に2人分の食費を渡し、朝と夜の炊事を担当してもらい、グラウンド内外で女房役をしてもらっていた。それまではコンビニ中心の食生活であったが、深草のおかげでバランスの良い食事を摂れるようになり、急成長の要因にもなったという。
石川県宝達志水町にある実家は2024年1月1日に発生した能登半島地震で被災したが、家族は全員無事だった。石森は2日に帰省予定だったが「自分はプレーで石川の家族や友達を元気づけることしかできない」とこれを取りやめ、同日からナゴヤ球場での自主トレに励んだ。

## 詳細情報

### NPB年度別投手成績
- 一軍公式戦出場なし

### 独立リーグでの年度別投手成績
| 年 度     | 球 団     | 登 板 | 先 発 | 完 投 | 完 封 | 無 四 球 | 勝 利 | 敗 戦 | セ 丨 ブ | ホ 丨 ル ド | 勝 率 | 打 者 | 投 球 回 | 被 安 打 | 被 本 塁 打 | 与 四 球 | 敬 遠 | 与 死 球 | 奪 三 振 | 暴 投 | ボ 丨 ク | 失 点 | 自 責 点 | 防 御 率 | W H I P |
| --------- | --------- | ----- | ----- | ----- | ----- | -------- | ----- | ----- | -------- | ----------- | ----- | ----- | -------- | -------- | ----------- | -------- | ----- | -------- | -------- | ----- | -------- | ----- | -------- | -------- | ------- |
| 2021      | 熊本      | 36    | 0     | 0     | 0     | 0        | 2     | 1     | 19       | 3           | .667  | 144   | 36.1     | 19       | 0           | 15       | -     | 0        | 63       | 2     | 0        | 9     | 7        | 1.73     | 0.94    |
| 通算：1年 | 通算：1年 | 36    | 0     | 0     | 0     | 0        | 2     | 1     | 19       | 3           | .667  | 144   | 36.1     | 19       | 0           | 15       | -     | 0        | 63       | 2     | 0        | 9     | 7        | 1.73     | 0.94    |

- 各年度の太字はリーグ最高

### 独立リーグでのタイトル・表彰
タイトル
- 最多セーブ投手賞：1回（2021年）[8]

表彰
- MVP：1回（2021年）

### 背番号
- 47（2021年）
- 26（2022年 - 2024年）